# Ze zadního okna – 291
Ze zadního okna - 291 (anglicky: From the Back Window - 291) je černobílá fotografie, kterou pořídil Alfred Stieglitz v roce 1915. Snímek byl pořízen v noci ze zadního okna jeho galerie 291 v New Yorku. Je to jeden z několika, které toho roku pořídil z téhož okna, včetně zasněžené zimy.

## Historie a popis
Noční fotografie zachycuje městské panorama New Yorku. Vládnoucí temnotu prosvěcuje několik zdrojů umělého světla. Budova v pozadí je Madison Avenue 105, na jihovýchodním rohu Madison a 30th Street, zatímco menší budova s reklamami je Madison Avenue 112.
Zdá se, že Stieglitz se inspiroval nedávnou výstavou kubistických malířů Pabla Picassa a George Braquea v galerii 291, což by vysvětlovalo jeho zájem o geometrické formy a linie, ale také o fotografy 19. století, jako je David Octavius Hill. Napsal pak R. Child Baileymu: „V poslední době jsem docela fotografoval. Je to intenzivně přímé. Portréty. Budovy z mého zadního okna na 291, celá řada z nich, pár krajin a interiérů. Všechny vzájemně propojené. Neznám nic mimo Hillovu práci, o které si myslím, že je tak přímá a docela tak silně upřímná.“ Obraz také stále připomíná piktorialismus, ale je spíše ve stylu přímé fotografie.

## Veřejné sbírky
Tisky této fotografie jsou v několika veřejných sbírkách, jako například: Metropolitní muzeum umění v New Yorku, Národní galerie ve Washingtonu, Muzeum výtvarného umění v Bostonu a ve Williams College Museum of Art, ve Williamstownu, Massachusetts.